# Белда
Белда (пол. Bełda) — село в Польщі, у гміні Райґруд Ґраєвського повіту Підляського воєводства.
Населення — 249 осіб (2011).
У 1975-1998 роках село належало до Ломжинського воєводства.

## Демографія
Демографічна структура станом на 31 березня 2011 року:
|          | Загалом | Допрацездатний вік | Працездатний вік | Постпрацездатний вік |
| -------- | ------- | ------------------ | ---------------- | -------------------- |
| Чоловіки | 130     | 31                 | 79               | 20                   |
| Жінки    | 119     | 17                 | 74               | 28                   |
| Разом    | 249     | 48                 | 153              | 48                   |